# Ба, Басиру
Басиру Ба (англ. Bassirou Ba, 29 мая 1952) — сенегальский шашист, трёхкратный чемпион Африки по международным шашкам, двукратный чемпион Сенегала (1996, 2013), международный гроссмейстер (1994 г.).

## Биография
Басиру Ба получил известность в шашечном мире в декабре 1973 года, когда он занял первое место в мастерской группе «Сахарного турнира» в Амстердаме, победив при этом в личной встрече экс-чемпиона мира Пита Розенбурга. На тот момент Ба был студентом философского факультета университета в Дакаре. В 1980 году Ба победил в первом чемпионате Африки и дебютировал в чемпионате мира в Бамако, по результатам которого (12 место) получил титул международного мастера. В чемпионате Африки 1982 года Басиру Ба занял третье место, но отказался от поездки на очередной чемпионат мира и почти на десять лет отошёл от участия в соревнованиях. С начала 90-х Ба вернулся к активной игре. В 1994 году он занял 2-е место в чемпионате Африки и разделил с Александром Шварцманом 5-6 места в чемпионате мира в Гааге, что принесло Ба титул международного гроссмейстера. В следующем 1995 году Басиру Ба победил со счётом +1=5 Роба Клерка в четвертьфинальном матче претендентов, но в полуфинале проиграл матч Александру Балякину со счётом −2=10. И в этом же году Ба победил в открытом чемпионате Нидерландов в Неймегене. В 1996 году Басиру Ба снова стал чемпионом Африки, а в 1997 году в финале турнира претендентов разделил 5-6 места с Хансом Янсеном. В третий раз чемпионом Африки Ба стал в 2003 году. В 2013 году Ба выиграл титул чемпиона Сенегала.
Шашечную игру Басиру Ба совмещает с преподаванием философии.